# Glossa ordinaria

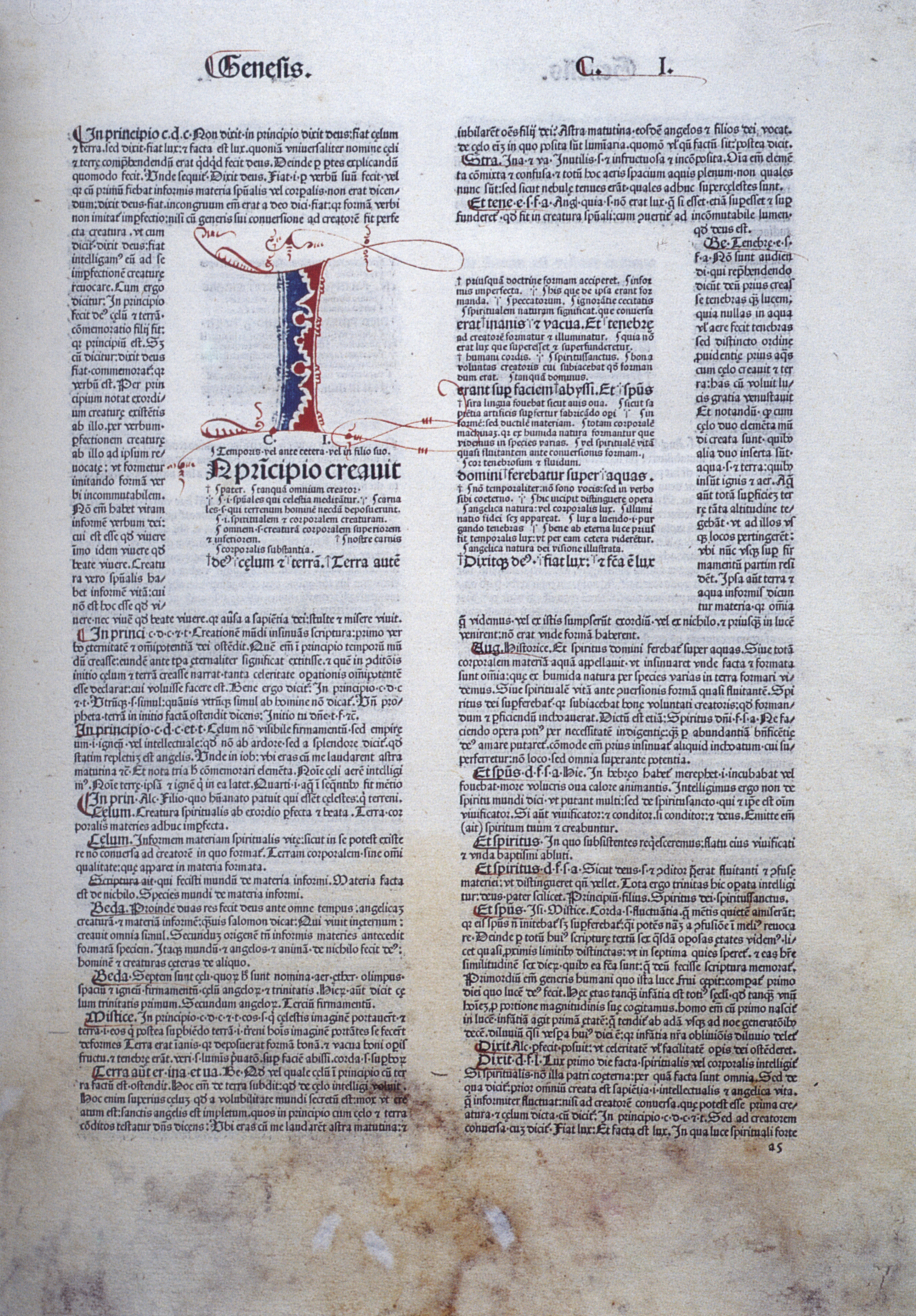
Biblia latina Straatsburg, 1480-1481, Adolpf Rush, de eerste gedrukte Bijbel met glossen.

De Glossa ordinaria is een populaire tekst uit de centrale middeleeuwen. Hij bestaat uit de Bijbeltekst voorzien van marginale en interlineaire glossen. Deze presentatie van de Bijbeltekst werd toegepast vanaf ca. 1140. Na verloop van tijd werd deze tekst een standaard zowel voor de Bijbeltekst als voor de glossen, vandaar de kwalificatie ordinaria die vanaf de veertiende eeuw voor dit werk gebruikt werd. Deze geglosseerde Bijbels werden in groten getale geproduceerd en verspreid over gans Europa. De glossen, verklaringen van de Bijbeltekst, waren meestal geput uit de werken van de kerkvaders. In de twaalfde eeuw werden er meer geglosseerde Bijbels geproduceerd dan exemplaren met de oorspronkelijke, niet geglosseerde tekst. Zelfs na de hoogdagen van het fenomeen in de late veertiende eeuw, werden er nog volop geglosseerde Bijbels gekopieerd en later gedrukt. Een volledig geglosseerde Bijbel besloeg ongeveer 21 volumes.
Ook voor wetteksten ging men daarna glossen gebruiken om tekst en verklaring bij elkaar op dezelfde bladzijde terug te vinden. Er zijn dus ook een aantal glossae ordinariae van wetboeken bekend, die kwamen evenwel later tot stand dan de geglosseerde Bijbeltekst.

## Auteur
In de editie van 1494 door Johannes Trithemius in Basel, werd Walahfrid Strabo genoemd als auteur van de Glossa ordinaria. Walahfrid  Strabo was een 9e-eeuwse abt van de abdij van Reichenau, een leerling van Hrabanus Maurus. Tijdgenoten waren het niet eens met deze toewijzing, maar ze bleef in gebruik. Abbé Migne die in 1852 zijn editie van de Patrologia Latina publiceerde, nam deze toewijzing gedeeltelijk over. Hij dacht dat de interlineaire glossen aan Anselmus van Laon moesten toegeschreven worden en de marginale glossen aan Walahfrid  Strabo. Dit leidde ertoe dat de onderzoekers tot in de twintigste eeuw dachten dat de marginale glossen in de negende eeuw geschreven werden door Hrabanus  Maurus en dat de interlineaire glossen in de twaalfde eeuw geschreven werden door Anselmus van Laon. Pas in 1893 werd dit voor het eerst betwijfeld door Samuel Berger, en het zou tot in 1949 duren voor het auteurschap van Strabo definitief werd afgewezen door Jean de Blic. Ondertussen had Beryl Smalley in een reeks artikels uit de jaren 1930, al op overtuigende wijze het initiële auteurschap toegewezen aan Anselmus van Laon. Het werk zou na diens dood in 1117 zijn voortgezet door diens broer Raoul en later door Gilbertus van Auxerre . In een bibliotheekcatalogus uit de late twaalfde eeuw wordt gezegd dat Anselmus de Schriften verklaarde met een nieuwe manier van "expositiones", namelijk met interlineaire en marginale glossen uit het werk van de kerkvaders.
Waarom Anselmus met deze commentaren startte blijft giswerk, maar het lijkt erop dat hij op een bepaald ogenblik afstapte van het onderwijzen van de Bijbel aan de hand van korte lemmae die dan werden verklaard en becommentarieerd en overstapte op glossering van de Bijbeltekst. Glossering was de onderwijsmethode die gebruikt werd bij de studie van de Artes Liberales en gezien Anselmus in beide disciplines doceerde, lijkt een dergelijke ontwikkeling waarschijnlijk.
Anselmus begon met de Psalmen en de Epistels van Paulus, de werken die in zijn tijd het meest aan bod kwamen in de Bijbelstudie. Ook het evangelie van Johannes en mogelijk dat van Lucas worden aan hem toegeschreven. Zijn broer Raoul of Rodolfus zou verantwoordelijk zijn voor de glossen bij het evangelie van Matteus. De glossen bij het Oude Testament zouden grotendeels verzameld zijn door Gilbertus van Auxerre ook Gilbertus Universalis genoemd.

## Inhoud
De Bijbeltekst waarop de Glossa ordinaria is gebaseerd is de Vulgaat zoals hij werd vastgelegd in de Karolingische periode in de abdijen van Tours, Sankt Gallen, Fulda en Reichenau. Ook een groot deel van de individuele glossen werd overgenomen uit de werken van Karolingische geleerden en het is hun versie van de Vulgaat die werd gebruikt in de Glossa ordinaria. De Glossa ordinaria droeg bij tot de standaardisatie van de Bijbeltekst omdat het steeds dezelfde basistekst was die samen met de glossen werd gekopieerd. Het werk bleef die functie vervullen tot de opkomst van de Parijse Bijbel in het eerste kwart van de dertiende eeuw.

## Lay-out

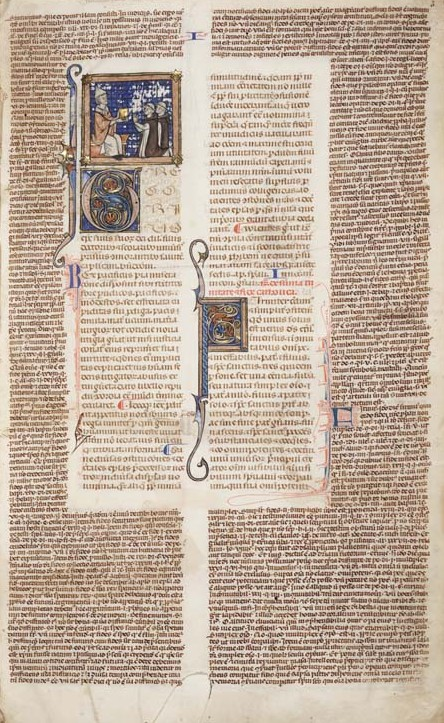
Geglosseerd wetboek, begin 14e eeuw.

De manuscripten en later de gedrukte boeken, hernemen de volledige Bijbeltekst als een geheel. De tekst die centraal op de pagina wordt geschreven of gedrukt wordt omringd door glossen die zeer herkenbaar van de tekst zijn gescheiden. Sommige glossen worden tussen de lijnen van de Bijbeltekst geschreven maar in een veel kleiner lettertype. Dit formaat was geen uitvinding van Anselmus, het werd al gebruikt vanaf het einde van de achtste eeuw voor het maken van psalters. Bijna alle voorbeelden van boeken in dit formaat stammen uit het oostelijke deel van het keizerrijk van Karel de Grote, voornamelijk uit de abdijen van Reichenau en Sankt Gallen.
Deze methode zou best zijn oorsprong kunnen vinden in de wijze waarop de leermeesters in de Artes Liberales hun colleges voorbereidden. Ze lazen de tekst die ze gingen behandelen en plaatsten hun commentaren in de marges, die allengs waarschijnlijk extra ruim voorzien werden. Anselmus vond dus waarschijnlijk geen nieuwe methode uit maar ging de hem bekende methode, als leermeester in de Artes Liberales, toepassen bij de voorbereiding van zijn lessen over de Bijbel. Dit blijft echter een veronderstelling want er zijn geen manuscripten bewaard gebleven uit de tijd van Anselmus. De oudste exemplaren dateren van de jaren 1140.

## Weblinks
Online versie van de Glossa ordinaria